# 青森競輪場
青森競輪場（あおもりけいりんじょう）は、青森県青森市新城にある競輪場。通称は「みちのく競輪」または「Jomon Bank」（縄文バンク・近くに三内丸山遺跡があることから）。施設所有および主催は青森市。競技実施はJKA東日本地区本部北日本競技部。電話投票における競輪場コードは12#。実況は日本トーターで担当は山本浩司。

## 概要
青森競輪場は1950年に現在の合浦公園で開設され、1982年11月に現在の競輪場を新築し、翌年の開催より移転した。開催期間は降雪のない4月から10月（他場の場外発売は1年を通して実施）。記念競輪 (GIII) は、毎年8月下旬から9月までの間に「みちのく記念 善知鳥杯争奪戦」として開催されるのが恒例となっており、2018年までの開催2日目のシード優秀競走は、日本百名山の八甲田山にちなんで、「八甲田賞」の名称で行なわれていた。また1984年ロサンゼルスオリンピック自転車競技銅メダリストで競輪選手としても数々の特別競輪を制覇した地元出身の坂本勉を称えた「坂本勉カップ」や、北日本地区で持ち回りの「ノースランドカップ」なども開催されている。以下にある通り、特別競輪の開催実績も多数あるため収支は良好で、全国の競輪場の中でも売上額は上位に入っている。
2012年にナイター照明設備が取り付けられ、10月25日・26日には屋外競輪場としては初めてミッドナイト競輪が開催された。なお、本場開催が休止となる冬季においては、2023年度のみ小倉競輪場を借り上げてミッドナイト競輪を開催している。また、ナイター開催も2016年10月11日から『もりんトワイライトレース』の愛称で初めて開催され、翌2017年以降も行われている。
地方都市の競輪場ながらかつてはビッグレースを積極的に誘致しており、これまで特別競輪は2000年代までに1988年・1990年・1993年・1995年・1998年には全日本選抜競輪（当時は7月か8月開催）が、2001年・2005年・2009年には寬仁親王牌・世界選手権記念トーナメントが、それぞれ開催された（いずれもGI）。2010年以降は特別競輪の開催が長らく途絶えていたものの、2023年には当場では14年ぶりの特別競輪となる共同通信社杯（GII）が開催された。
2007年4月より当場のトータリゼータシステムを担当する日本トーターに包括委託されている。また2010年7月30日からオッズパークによる重勝式車券「セレクト5・7」を発売している。
2022年6月18日には、本館スタンド2階にフードコートがオープン。また、バンクのバック側では、全国の競輪場で初となる1チーム3人制バスケットボール「3×3（スリーエックススリー）」のコートを設置している。
マスコットキャラクターは善治鳥をモチーフとした「うとう君」と、2012年に発表され一般公募により命名されたキャラクターの「葵萌輪」（あおいもりん）。一般入場料50円、特観席1000円。

## 沿革
- 1950年
  - 5月30日 - 完成[6]。
  - 6月24日 - 開場。
- 1983年4月29日 - 合浦から新城に移転。

## バンク

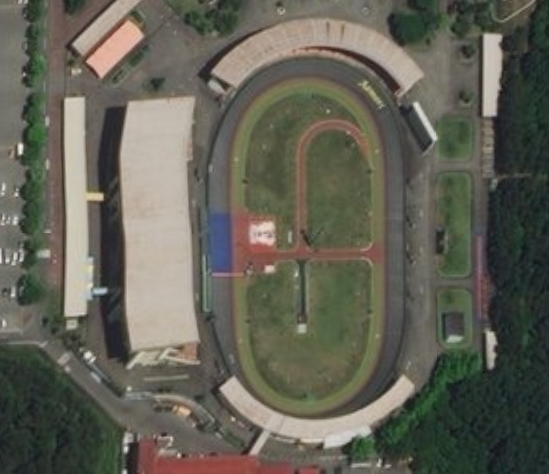
衛星図

400mバンクを使用。カントがややきつく、直線も比較的長いため、後方からの捲りや追い込みの選手に有利とされている。
2022年からは場内のリニューアル工事に伴い、2センター側（北側）のスタンドが取り壊されたため、そこから吹き込む風の影響が大きくなっている。
大画面映像装置は3コーナーに設置されている。

## アクセス
現在の場所は市街地から著しく離れており、マイカー利用でないと非常に厳しい立地である。最寄駅は津軽新城駅となるがそこからでも3km以上あり、徒歩で向かうことは厳しい。また、市内主要地から無料送迎バスも出ているものの、本数はそれほど多くなく、最終便が出た後はタクシーを利用しないと行けない所である。なお最寄の青森市営バス西部営業所停留所からでもタクシーで約10分、徒歩ならば約1時間かかる。
- 東日本旅客鉄道（JR東日本）・青い森鉄道青森駅下車、7番乗り場から無料送迎バスで約25分。
- 青森駅・新青森駅・津軽新城駅・市営バス西部営業所を経由する無料送迎バス
  - 往路 - 上玉川（玉川大野便）方面からを除く全便
  - 復路 - 安方前売SC（国道便）・農協会館前（大野便）・上玉川（玉川便）方面
- 青森市営バス東部営業所から無料送迎バスで約40分。

全便往路と復路で経路と本数が異なるので注意が必要

## 場外車券売場
- 青森前売SC・安方前売サービスセンター（青森市安方1-6-1）

青森駅東口から北東に徒歩10分弱。2009年10月より無料送迎バスの停留所となっている。
- 藤崎場外（南津軽郡藤崎町大字藤越字東一本木71-3）
- サテライト六戸（上北郡六戸町大字犬落瀬字坪毛沢146-1）
- クラップ石鳥谷（岩手県花巻市石鳥谷町小森林2-10-1）
- サテライト秋田（秋田県秋田市茨島2-7-24）

## 歴代記念競輪優勝者
| 年     | 優勝者     | 登録地 |
| ------ | ---------- | ------ |
| 2002年 | 神山雄一郎 | 栃木   |
| 2003年 | 佐藤慎太郎 | 福島   |
| 2004年 | 諸橋愛     | 新潟   |
| 2006年 | 島田竜二   | 熊本   |
| 2007年 | 原司       | 佐賀   |
| 2008年 | 兵藤一也   | 群馬   |
| 2010年 | 佐藤友和   | 岩手   |
| 2011年 | 小嶋敬二   | 石川   |
| 2012年 | 長塚智広   | 茨城   |
| 2013年 | 金子貴志   | 愛知   |
| 2014年 | 新田祐大   | 福島   |
| 2015年 | 芦澤大輔   | 茨城   |
| 2016年 | 深谷知広   | 愛知   |
| 2017年 | 深谷知広   | 愛知   |
| 2018年 | 山賀雅仁   | 千葉   |
| 2019年 | 新山響平   | 青森   |
| 2020年 | 新田祐大   | 福島   |
| 2021年 | 佐々木雄一 | 福島   |
| 2022年 | 吉田拓矢   | 茨城   |
| 2024年 | 佐々木眞也 | 神奈川 |
| 2025年 |            |        |
| 2026年 |            |        |

※1節4日間制開催となった、2002年4月以降の歴代記念競輪優勝者を列記。

## 温泉施設
選手宿舎には、全国の競輪場では数少ない天然温泉（ナトリウム塩化物強塩泉）がある。1991年から選手用浴場として利用されてきたが、2011年に一般客にも開放され好評だったことから、2012年以降も開放されることになった。なお開放日は不定期の週末および祝日の午後となっており、公式HPなどで掲示されているカレンダーでの確認が必要。また、利用には開放日当日に予め場内で購入した車券（400円以上）を提示することが必要になる。
浴室はシンプルだが、床が赤くなるほど成分が濃く、体がよく温まるのが特徴である。筋肉痛、関節痛、疲労回復に効能がある。

## イベント
- 緑と花の日曜祭 - 青森競輪場の開催レースの日曜日に行われる。

## 事件・事故
- 1974年6月23日、最終レースの判定で失格者を見誤り、本来払い戻しの対象にない連勝単式の結果を発表。直後に誤りに気が付いて訂正を行ったが、既に払い戻しが始まっており場内が騒乱状態になった。結果的に競輪場側が、場内にいた観客約1200人全員に対して1人当たり2万円を支払って騒動を収めている[12]。
- 2012年8月18日15時20分頃、メインスタンド3階食堂で、ガス爆発事故が発生、食堂経営者と従業員の計3名が重軽傷を負った[13]。この事故で、青森警察署は、2017年1月27日、食堂経営者とガス供給会社社員、及び施設管理会社社員の計3名を、業務上過失傷害の疑いで青森地方検察庁へ書類送検した[14]。